# Sztuka spadania
Sztuka spadania – polski krótkometrażowy film animowany wykonany techniką komputerową z 2004 roku w reżyserii Tomasza Bagińskiego, produkcji studia Platige Image.

## Fabuła
Do zapomnianej bazy wojskowej na Pacyfiku trafiają zasłużeni oficerowie, którzy w wyniku wypełnionych misji stracili kontakt z rzeczywistością, pielęgnując w oddaleniu od cywilizacji swoje pasje. Sierżant Al – miłość do żołnierzy, doktor Friedrich – talent fotograficzny, a Generał tworzy osobliwą sztukę.

## Obsada (dubbing)
- Arkadiusz Jakubik – Generał
- Marcin Kudełka – Sierżant Al
- Dariusz Toczek – żołnierze

## Odbiór
Sztuka spadania została pozytywnie przyjęta przez krytyków. Tomasz Jamry z portalu Film.org.pl uznał film Bagińskiego za „skierowany przeciw rządzącym światem polityków, jako decydentów patologicznych zachowań ludzkich, będących wynikiem wojen”. Jamry był też pod wrażeniem komputerowych efektów wizualnych, które „w połączeniu z komiczną plastyką bohaterów i scenerii stoją na niespotykanie wysokim poziomie”. Marcin Kamiński z portalu Filmweb stwierdził, że „animacja to najwyższy, światowy poziom”. Tomasz Jopkiewicz w recenzji dla czasopisma „Kino” stwierdzał, że Sztuka spadania „ze swym połączeniem dezynwoltury i powagi robi nawet większe wrażenie niż przesycona patosem Katedra”.

## Nagrody
| Rok  | Festiwal                                                     | Nagroda                                                   | Odbiorca        |
| ---- | ------------------------------------------------------------ | --------------------------------------------------------- | --------------- |
| 2005 | Międzynarodowy Festiwal Filmowy w Beverly Hills              | Złota Palma                                               | Tomasz Bagiński |
| 2005 | SIGGRAPH                                                     | Nagroda Specjalna Jury                                    | Tomasz Bagiński |
| 2005 | Animago w Stutttgarcie                                       | Animago Award                                             | Tomasz Bagiński |
| 2005 | Prix Ars Electronica - CyberArts w Linzu                     | Złota Nike                                                | Tomasz Bagiński |
| 2005 | Międzynarodowy Festiwal Filmów Krótkometrażowych w Teheranie | Grand Prix                                                | Tomasz Bagiński |
| 2005 | Międzynarodowy Festiwal Filmowy w Tiranie                    | Grand Prix                                                | Tomasz Bagiński |
| 2006 | Brytyjska Akademia Sztuk Filmowych i Telewizyjnych           | BAFTA dla najlepszego animowanego filmu krótkometrażowego | Tomasz Bagiński |